# Griswoldia disparilis
Griswoldia disparilis är en spindelart som först beskrevs av Lawrence 1952.  Griswoldia disparilis ingår i släktet Griswoldia och familjen Zoropsidae. Inga underarter finns listade i Catalogue of Life.